# Åke Ahlström
Åke Ahlström, född den 22 maj 1918 i Stockholm, död där den 1 juni 2001, var en svensk arkitekt. Ahlström verkade huvudsakligen i Stockholm, där han ritade stadsplaner, bostadshus och kontorshus.

## Biografi

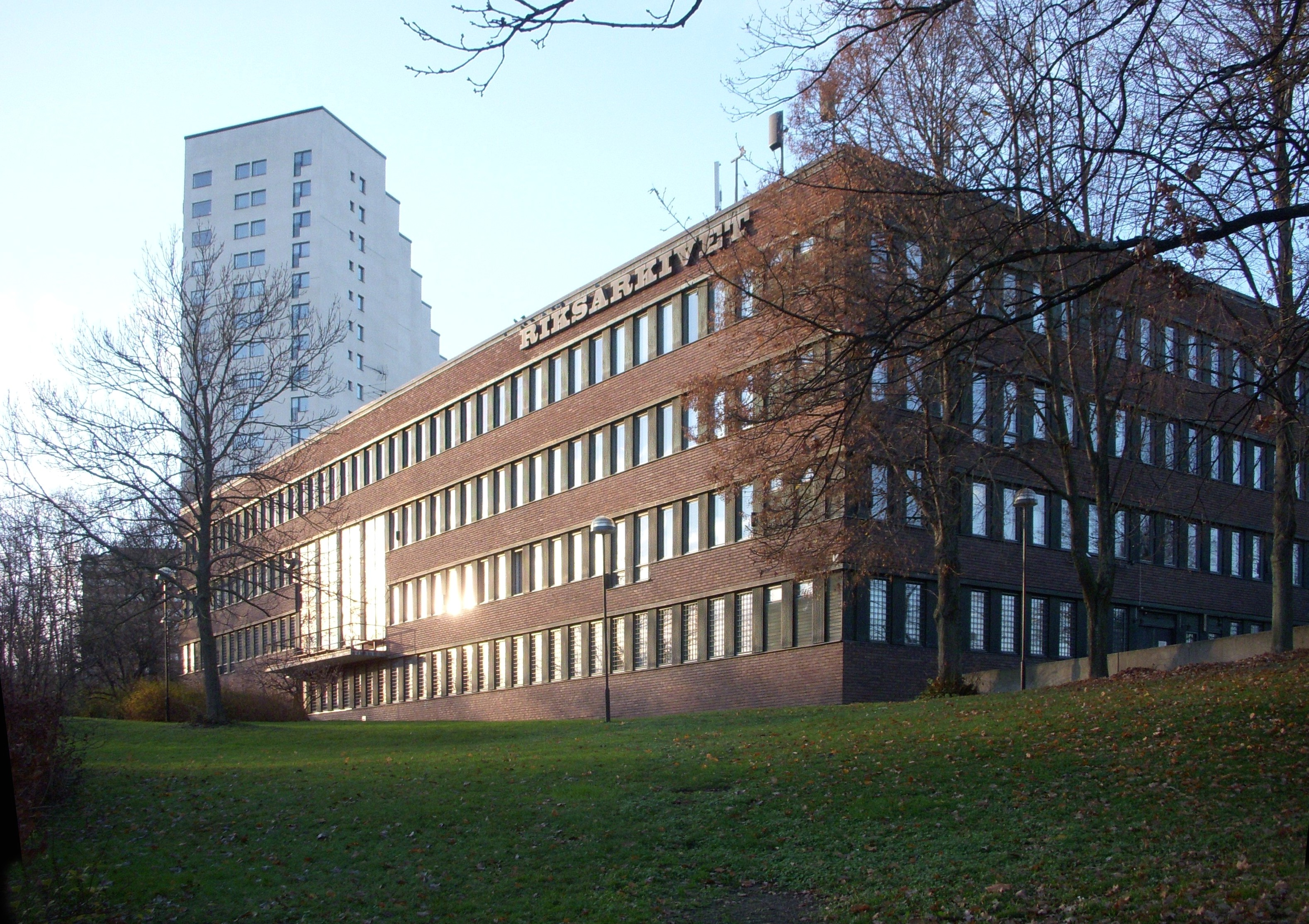
Riksarkivets huvudbyggnad.

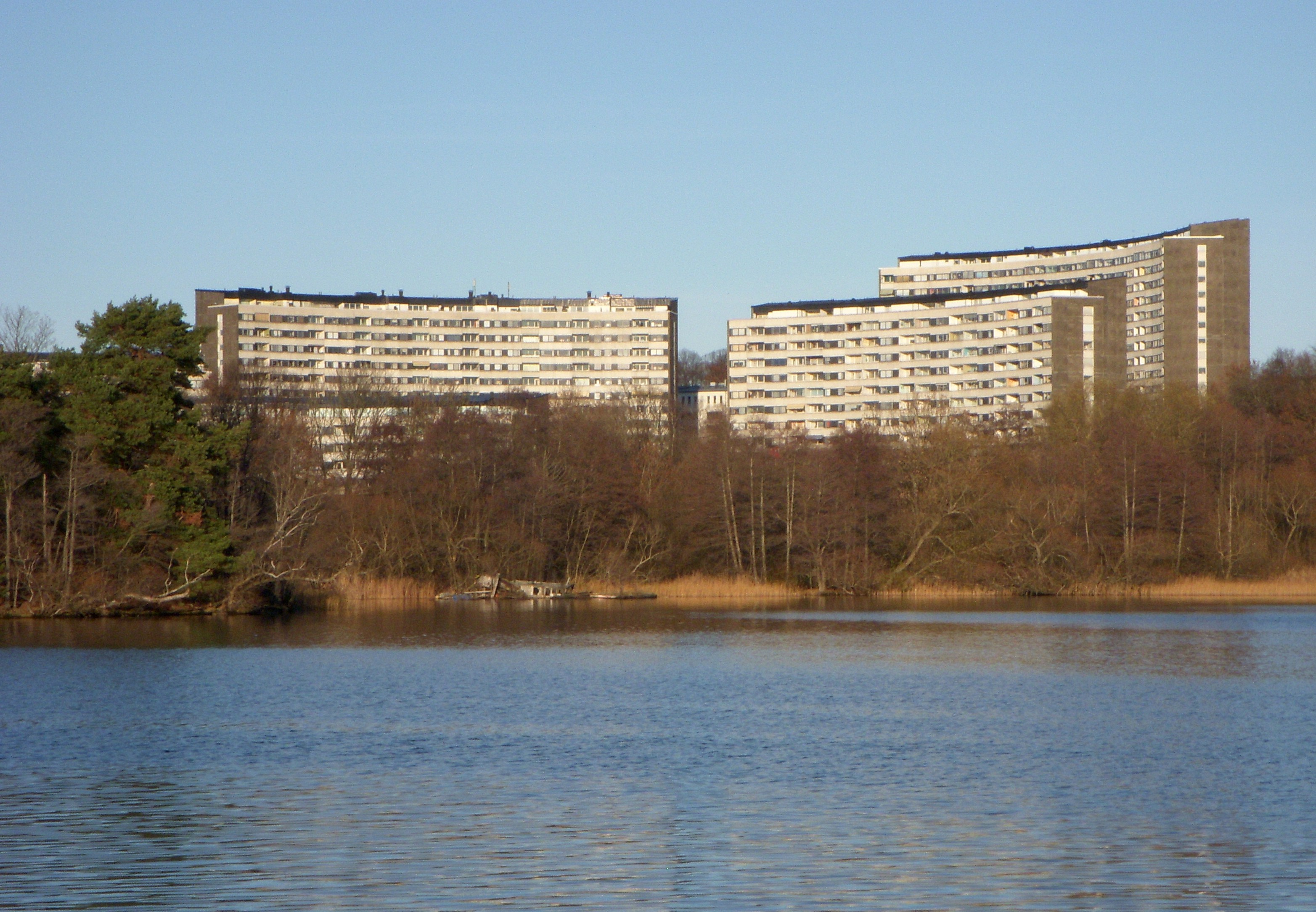
Bostadshusen i Tantoområdet.

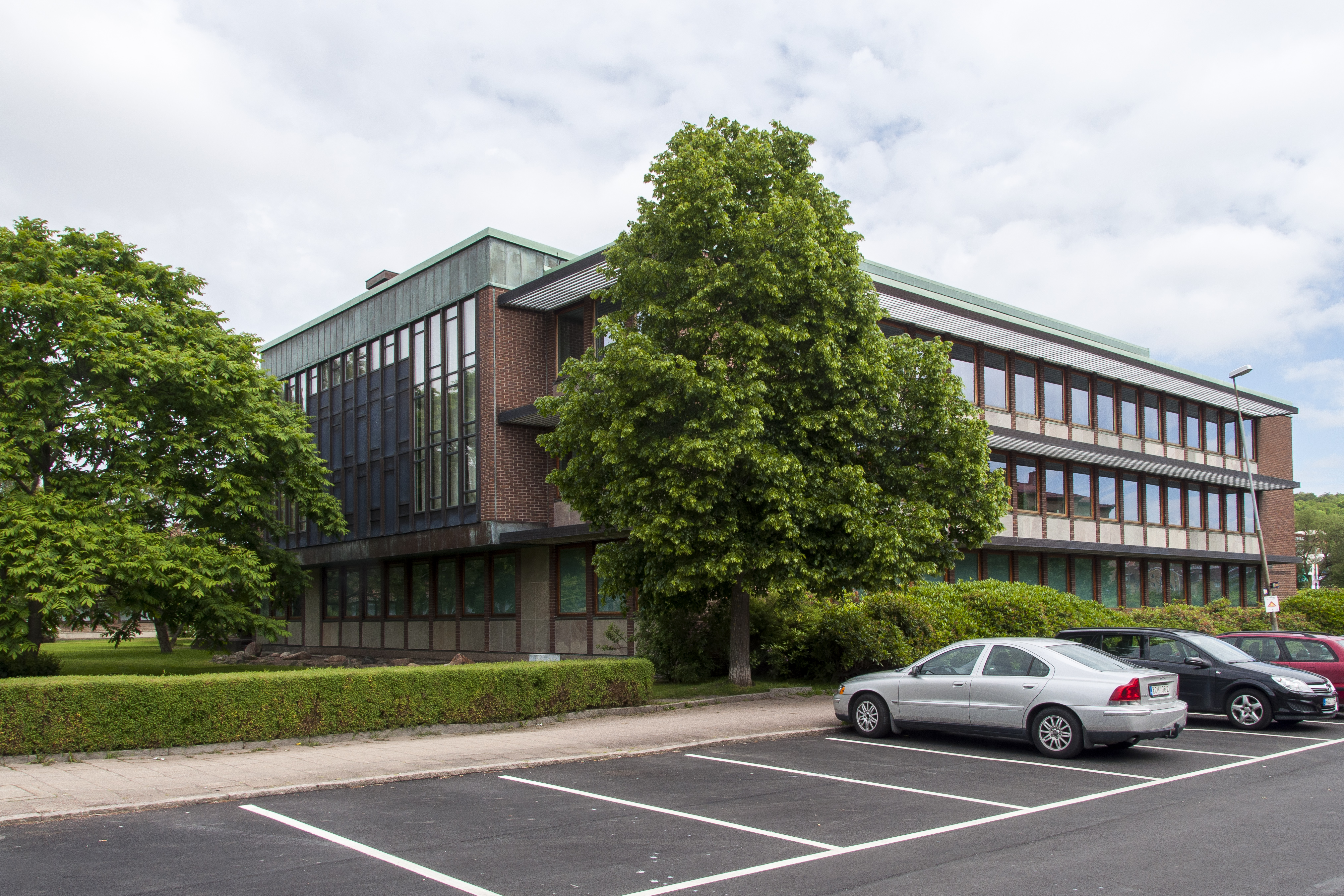
Mölndals stadshus, tillsammans med Gösta Edberg

Åke Ahlström avlade studentexamen 1939 i Malmö och fick sin arkitektutbildning vid Kungliga Tekniska högskolan i Stockholm åren 1940-1944. Efter anställningar hos Nils Ahrbom och Helge Zimdal  (Ahrbom & Zimdahl) 1944-1947 och på Stockholms stadsplanekontor under Sven Markelius 1948-1951 bildade han kontor tillsammans med Lars Bryde och Kell Åström. Från 1967 hade han egen arkitektverksamhet.
Bland hans tidiga arbeten märks den provisoriska Hötorgshallen som han ritade ihop med Lars Bryde 1954-1958. På 1950-talet fick han av Svenska Sockerfabriks AB i uppdrag att utforma ett bostadsområde i kvarteren Sockerbruket, Tantobruket och Kulltorp strax väster om Södersjukhuset intill Årstaviken. Företaget ägde marken eftersom sockerbruket legat där tidigare (se Tanto sockerbruk). I sydsluttningen grupperades fem rundade byggnadskroppar med mellan nio och femton våningsplan vänd mot södersolen och utsikten över Årsta holmar och Årstabron. Fasaderna består av vita och svarta betongelement.
Efter en vunnen stadsplanetävling om Mariebergsområdet på 1960-talet gick uppdraget att rita det nya Riksarkivets huvudbyggnad till Åke Ahlström. Uppdragsgivare och byggherre var Byggnadsstyrelsen. Byggnaden stod klar 1968. Administrationsbyggnaden gestaltade Ahlström  med bröstningsband i rött Helsingborgstegel och fönsterband med korrugerad kopparplåt mellan fönstren. Forskarsalarna ligger i nedre planet och får dagsljus via två stora taklanterniner. Den största delen av anläggningen är magasinet under mark. Det har sex våningsplan och placerades in i ett bergrum stor som en katedral.

## Arbeten i urval
- Årsta partihandelscentral, stadsplan, Stockholm 1958.
- Tanto, Stockholm, 1962-1966
- Bostadsbebyggelse Granängsringen, Tyresö. 933 lägenheter fördelade på fem hus. Uppfört 1968-69.
- Bostadsbebyggelse Akalla, Stockholm ca 1970-1975.
- Servicehus för pensionärer i Rågsved, Stockholm 1982.
- Handelshögskolan i Stockholm, tillbyggnad 1976, därefter renovering av huvudbyggnaden.
- Grävlingen 2, Malmskillnadsgatan 42, Mäster Samuelsgatan 34, Stockholm 1971-1975
- Ombyggnad av Stockholms Studentkårers f.d. Kårhus, Holländarg 32, Stockholm 1989.